# 盖茨克尔主义

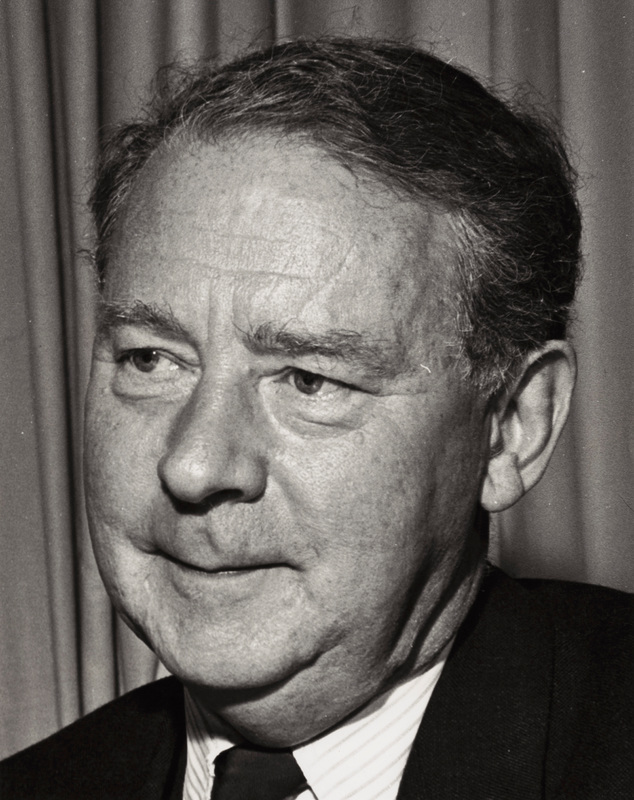
休·盖茨克尔

盖茨克尔主义（英語：Gaitskellism）是1950年代—1960年代初英国工党内以休·盖茨克尔为首的右翼派系的意识形态。盖茨克尔派主要反对工会在经济政策上的诸多主张，特别是反对国有化和对经济的全面控制。
在理论上，盖茨克尔派摒弃将社会主义等同于生产资料公有制的长期正统立场，认为实现社会主义目标并不必然依赖于公有制。他们强调的是个人自由、社会福利，尤其是社会平等。盖茨克尔主义淡化忠于工人运动的道德价值，主张通过在市场导向的混合经济框架内，运用恰当的财政和社会政策手段，同样能够实现这些目标。公有制并未被明确否定，但仅被视为众多可行手段之一。
盖茨克尔派的领袖休·盖茨克尔以及主要成员安东尼·克罗斯兰、罗伊·詹金斯、道格拉斯·杰伊、帕特里克·戈登·沃克和詹姆斯·卡拉汉，都受到伦敦学派经济学家埃文·德宾的影响。盖茨克尔派代表工党的右翼立场，与以安纳林·贝文和迈克尔·富特为首的贝文主义者（工党左翼派系）形成对立。1950年代，盖茨克尔主义与保守党政府的财政大臣拉布·巴特勒的经济政策有许多相似之处，这种两党政策趋同的现象被戏称为“巴茨克尔主义”。